# 豊橋総合動植物公園
豊橋総合動植物公園（とよはしそうごうどうしょくぶつこうえん）は、愛知県豊橋市大岩町にある動物園・植物園・自然史博物館・遊園地の4ゾーンで構成される複合施設。愛称は『のんほいパーク』。「のん」（ですね）と「ほい」（やあ、おい）は東三河地方の方言。

## 概要
豊橋市の動物園は、1899年（明治32年）に豊橋駅前に開園した私立の安藤動物園から始まる。1954年（昭和29年）に公立の豊橋動物園として豊橋公園に開園、1970年（昭和45年）に豊橋子供自然公園として現在の大岩町へ移る。そして1992年（平成4年）に39.6 haの広大な敷地内に整備され、豊橋総合動植物公園（のんほいパーク）として開園に至る。
時期限定で夜間営業であるナイトZOOや、ナイトドリーム（基本的に遊園地だけの夜間営業）なども行う。
入場者数は1992年度の開園時に99万人、豊橋市制施行100周年記念行事で冷凍マンモスを展示した2006年度は92万人、ゾウ放飼場やレッサーパンダ舎のオープンの2019年度には96万人を越えて全国の公立動物園の70園中で8位、私立動物園を含めた90園中では10位になった。2020年度は新型コロナウイルスによる臨時休園が響き、80万人に留まった。
2017年度の時点の開園時からの平均入園者数は74万人。

## 動物園ゾーン
2021年（令和3年）では130種800頭が飼育されている。アジアゾウは6頭で群れの飼育がされており、これは公的な動物園では最多である。また、今では主な動物園で行われているホッキョクグマの飛び込みも1995年（平成7年）に全国で最初に始めている。ライオンを下方向から見られる通路があるのも国内唯一である。
1970年（昭和45年）の子供自然公園時代に「無柵放養式」と呼ばれる檻（おり）を使わずに堀などで隔離して自然な形で見られるような展示を採用した。これは当時でも最先端の手法とされる。開園当時の獣舎から新しい獣舎へ切り替えた場所は、より自然な姿や生息地の環境を身近に感じることができるようになっている。
展示のテーマごとに割り当てた展示施設は、多くの哺乳類・鳥類などの剥製を示す動物資料館に、日本の動物園にはいないマーゲイの例を含めてアライグマ、アルマジロ、センザンコウ、プロングホーン他を置く。夜行性動物館は館内の照明は、午前9時40分ごろに落とす。注意書きがあり撮影時にはカメラのフラッシュを使わず、AF補助光を必ず解除する。アフリカヤマネ、サーバルキャット、ショウガラゴ、ツチブタ、フェネック、ヨツユビハリネズミを観察できる。
#なかよし牧場エリアでは土曜、日曜、祝日の定時にキソウマに乗馬したり、またがるだけの簡単な体験をしたり、もぐもぐひろばでは入場時間ごとにエサの種類が決まっていて、異なる動物の飼養を体験する

### 施設と主な飼育動物
テーマ別の展示
アフリカエリア
- アミメキリン、エランド、グラントシマウマ、コフラミンゴ、シロサイ、シロトキ、ダチョウ、ホオジロカンムリヅル、ミーアキャット、モモイロペリカン

大沢池
- オオハクチョウ、コイ
- アジアゾウのプールと分けた池。コイにはエサをあげることができる。

オーストラリアエリア
- エミュー、ケナガワラルー、クロカンガルー、パルマワラビー

郷土エリア
D51形蒸気機関車 (D51 89) が設置されている。触れたり、乗ったりは不可。
- コウノトリ、シロトキ、チリーフラミンゴ、ニッポンツキノワグマ、ニホンアナグマ、ニホンリス、ハクビシン、ベニイロフラミンゴ、ホンシュウジカ、ホンドギツネ、ホンドタヌキ、ヤクシカ

極地動物館エリア
- イワトビペンギン、オウサマペンギン、ゴマフアザラシ、ホッキョクグマ、フンボルトペンギン

バードエリア
- アカショウビン、イソヒヨドリ、ウグイス、ウミネコ、エナガ、オオタカ、オシドリ、カワセミ、キビタキ、クマタカ、クロジ、クロツグミ、コゲラ、コマドリ、シロクジャク、シロハラインコ、ジョウビタキ、チョウゲンボウ、トラツグミ、ハヤブサ、ホオジロ、セグロセキレイ、ツグミ、ハッカン、ヒバリ、ビンズイ、ミカドキジ、メジロ、ヤマガラ、ルリコンゴウインコ、ルリビタキ

ふくろうの森
- シロフクロウ、フクロウ、ベンガルワシミミズク、メンフクロウ

爬虫類エリア
オランウータン舎と同じ建物にある。空調機を使い、年間を通じて室内の温度を保っている。
- ヒョウモントカゲモドキ、ミドリニシキヘビ、ミドリホソオオトカゲ、ヨウスコウワニ

モンキーエリア
- サルデッキエリア

6種類のサルの樹上生活を観察できるよう、利用者は高さ3 mの施設に上る。展示室ごとに冷暖房・床暖房を備えてサルの健康を維持する。
- ジェフロイクモザル、ダイアナモンキー、テナガザル、フサオマキザル、ボリビアリスザル、ワオキツネザル

- リスザルエリア

- リスザル

以下は、おおむね名称の50音順に一覧にする。
アジアゾウエリア
国内最大級の放飼場とプールがある。
- アジアゾウ

オランウータンエリア
- スマトラオランウータン

カバエリア
国内最大級のカバのプールを設置。土曜・日曜に展示動物がよう、金曜に水を入れ替える。
- カバ

コツメカワウソエリア
- コツメカワウソ

チンパンジーエリア
- チンパンジー

トラエリア
- アムールトラ

ニホンカモシカエリア
- ニホンカモシカ

ニホンザルエリア
- ニホンザル

パタスザルエリア
- パタスザル

ヒグマ・マレーグマエリア
- ヒグマ、マレーグマ

マンドリルエリア
- マンドリル

ライオンエリア
2020年（令和2年）に獣舎を新築し、国内唯一の「ライオンウォーク」を設けてライオンを下から観察できる。
- ライオン

レッサーパンダエリア
2020年（令和2年）に新しい獣舎を作り導入、当時は東海3県唯一の飼育であった。
- レッサーパンダ

## 自然史博物館

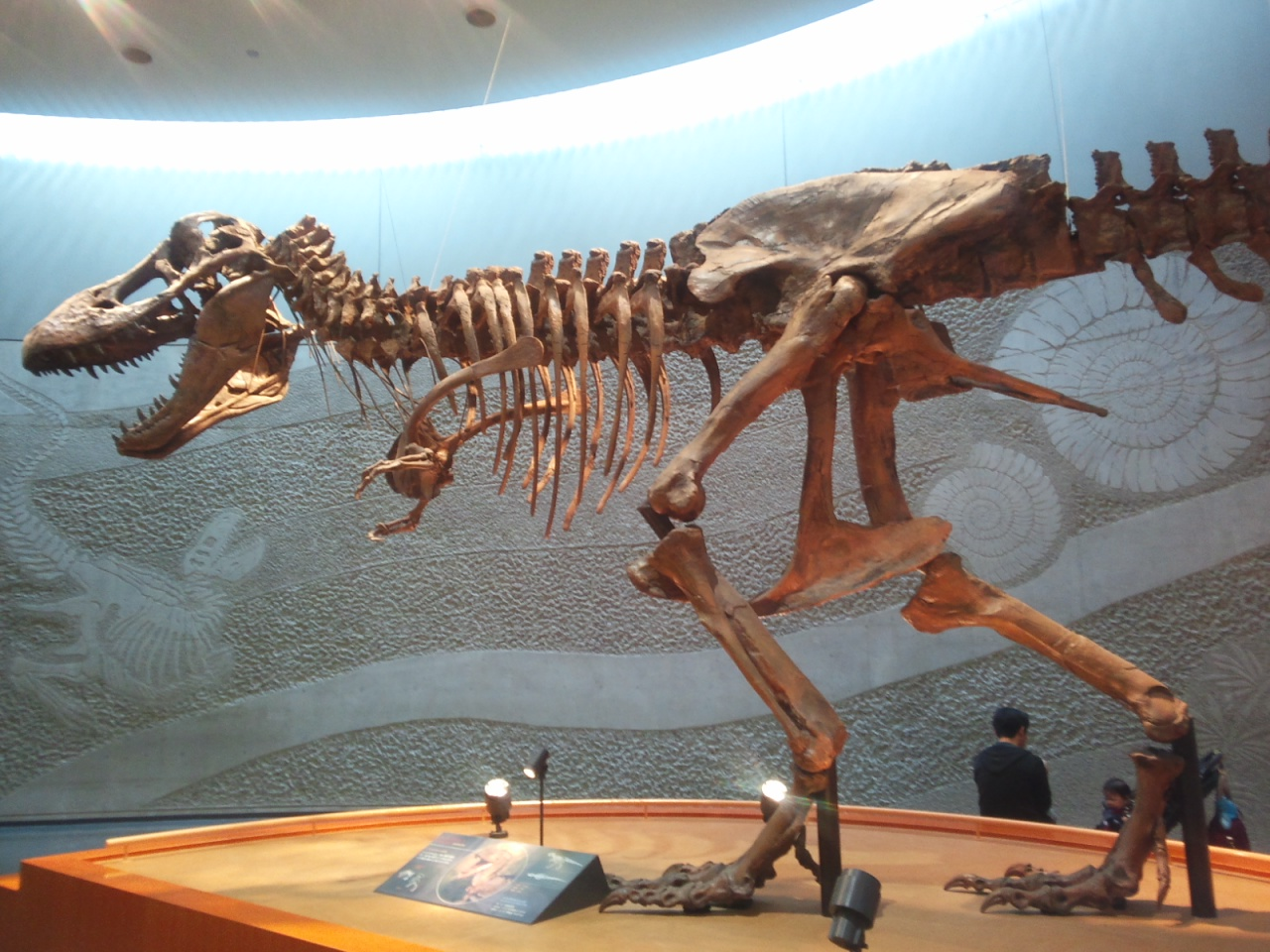
ティラノサウルスの全身骨格標本

1988年（昭和63年）5月1日に開館、生物の進化と郷土の自然史をテーマとしている。約6,700万年前のエドモントサウルスの実物化石をはじめ、ティラノサウルス、トリケラトプスなどの恐竜からマンモスの全身骨格化石が並び、映像やクイズなどで楽しめる。
また大型映像シアターでは、日本最大級の幅約18 m、高さ約10 mの巨大スクリーンに投影する3D映像は東海地方初となる最新鋭4Kシステムを採用。
館内に入ると、イントロホールに「化石壁」があり、実物の化石に手で触れることができる。特別企画展示室は大型映像シアターを使い、日本最大級のシルバースクリーンに4K画質の3D映像で作品を上映できる。テーマを設けた展示室の一つ、ガラパゴス物語展示室はガラパゴス諸島のジオラマやチャールズ・ダーウィンの生い立ちなどを紹介し、エドモントサウルス展示室は、エドモントサウルス・アネクテンスの実物化石、恐竜の化石の密集地層「ボーンベッド」、恐竜の皮膚の化石等を示す。自然史スクエアには、ティラノサウルス、トリケラトプスの全身骨格標本を展示する。
東三河地方をメインとした郷土の自然展示室は動植物の実物標本やレプリカ、ジオラマを用いて地域の自然や研究史を展開する。外通路にはラブカの液浸標本がある。時代ごとの展示は、古生代展示室で地球誕生から恐竜の出現直前までの歴史をクイズやゲーム、標本などで把握する。中生代展示室にはユアンモウサウルス、アンモウサウルス、アロサウルス、ステゴサウルスの全身骨格、アンモナイトの化石を配置、新生代展示室でアケボノゾウ、ケナガマンモスの全身骨格や多数の実物化石、600点以上の標本や壁面大型映像などで学べる。
屋外の付帯施設野外恐竜ランドにブラキオサウルスの親子、トリケラトプス、イグアノドン 、アンキロサウルスなどの恐竜模型を設置してある。

## 植物園ゾーン

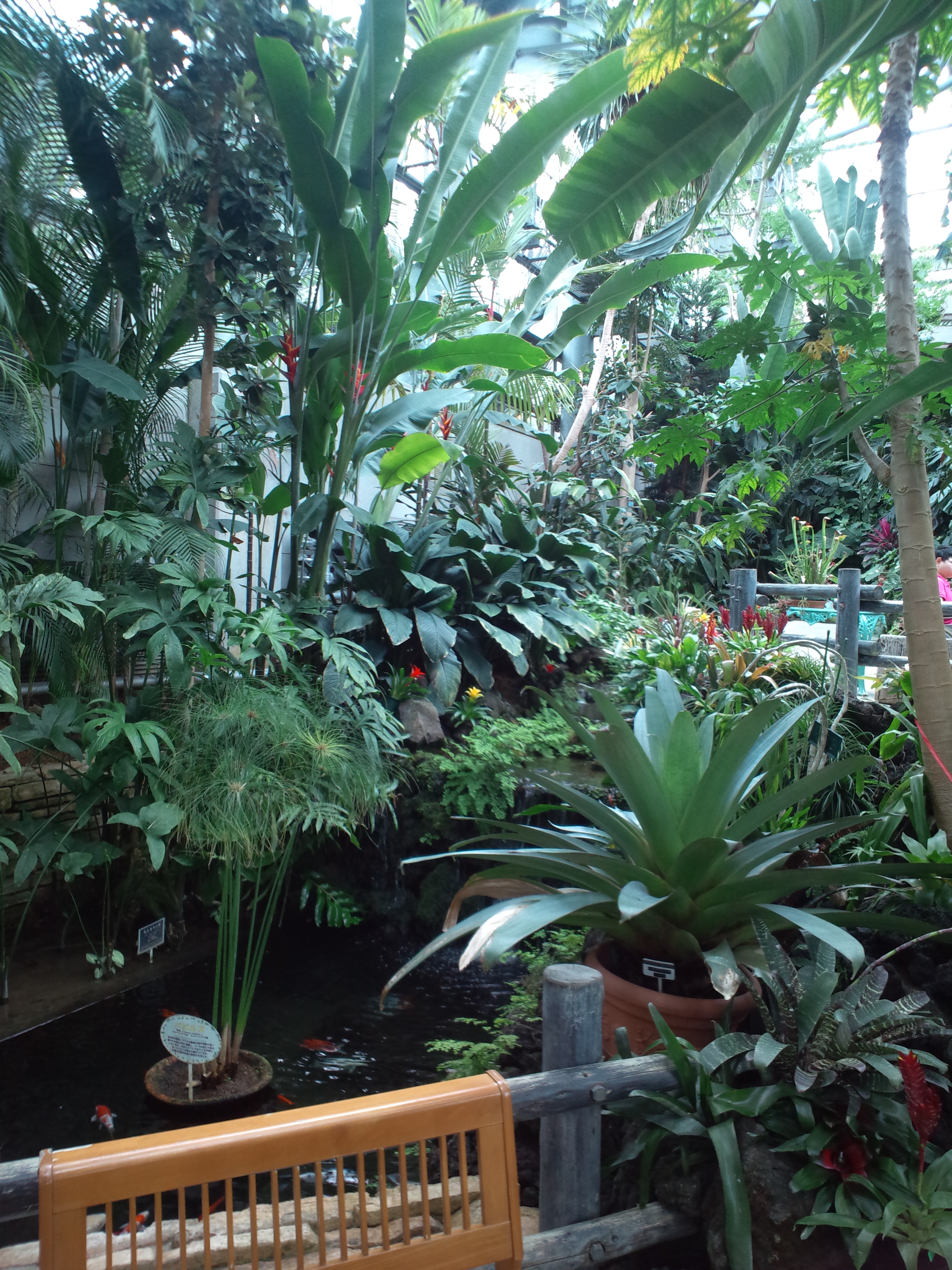
大温室

1996年（平成8年）4月27日にオープン。野外展示と温室で構成し、約2700 m2の温室は「常夏の景」をテーマに、850種の植物を展示する。屋外では1万5000株の大花壇など、四季によって変わる植物の様子を楽しめる。「すいれんの園」（#モネコーナー）に植えたスイレンは、フランスの画家クロード・モネが描いた「睡蓮」の子孫にあたる個体を取り寄せ、花期は6月から9月ごろ。フランスから贈られたシダレヤナギも植栽してある。

### 温室
イベントのへや
果実のへや
- ジャボチカバ、トケイソウ、ナンヨウザクラ、パッションフルーツ、バニラ、ベニヒモノキ

サボテンのへや
- オニソテツ、キソウテンガイ＜奇想天外＞、サクラキリン、ベンケイチュウ、バオバブ

スイレンのへや
- ウツボカズラ、熱帯スイレン、ヒスイカズラ、ブーゲンビレア

大温室
- アマゾンユリ、ガジュマル、カリアンドラ、バナナ、パパイヤ、パラゴムノキなど[注釈 2]

花飾りのへや
- アジサイ、エラチオールベゴニア、エリカ、グズマニア、シクラメン、ポインセチア

ランのへや
- オンシジューム、カトレア、カラテア、コチョウラン、サガリバナ

### 屋外植物園
すいれんの園・モネコーナーのスイレンも、周辺のシダレヤナギもフランスから贈られたもの。
木本を主体とした花木の園はサザンカ、ツツジ、ツバキ、ツルバラ、バラを見せる。紅葉の森にはイロハモミジ、ジュウガツザクラ、シュウメイギク、ドウダンツツジ、ブルーベリーなど落葉広葉樹を集めた。
草本をテーマに、ふるさとの雑木林（どんぐりの森）にはウマノアシガタ、ウラシマソウ、カンアオイ、ハナイカダ、フキ（フキノトウ）、マンサクを植栽する。対照的に日本の庭にはクロマツ、サルスベリ、シダレザクラ、タイサンボク、ハクウンボク、モミジを展示し、花と香りの園は嗅覚に訴えるクリスマスローズ、サザンカ、ツツジ、ツバキ、バラが並ぶ。
大花壇
- カレンデュラ、コスモス、チューリップ、トウガラシ、ジニア、マリーゴールドなど

ちびっこさくら広場
無料の遊具などがある。
- ケンロクエンキザクラ、シダレザクラ、ソメイヨシノ、ヤエベニシダレ、ヨシノシダレ

ボート池
コイを池で飼育する。エサを買って給餌ができる。ボート営業日に有料でボートを貸し出し、利用料は#1日乗り放題券（遊園地ゾーン）の対象外。
- アジサイ、ウンナンオウバイ、ハマボウ、ヤマブキ

## 遊園地ゾーン
園内には全13種の有償のアトラクションがあり、#植物園ゾーンのボート池にあるボートと、園内をめぐる園内バスが含まれる。料金は個別に大人 100–300円、子供（中学生以下） 100–150円に設定。1日乗り放題券は大人 1,000円、子供（中学生以下） 500円で、貸しボート料ほか一部種類を除き、アトラクション10種類が1日何回でも利用できる。
同じ敷地に2016年（平成28年）3月23日にオープンした本格的なスポーツカート「のんほいサーキット」もある。

### 主な施設と遊具・乗り物
ウォーターシューティングライド『バトルファイアー』
- 2015年（平成27年）3月7日から稼働[20]。水を目標に当てて点数を競う遊具。

ゴーカート
小型のりもの。
- 1日乗り放題券対象外

こども汽車
サイクルモノレール
- 自転車のようにペダルをこいで進む乗り物。

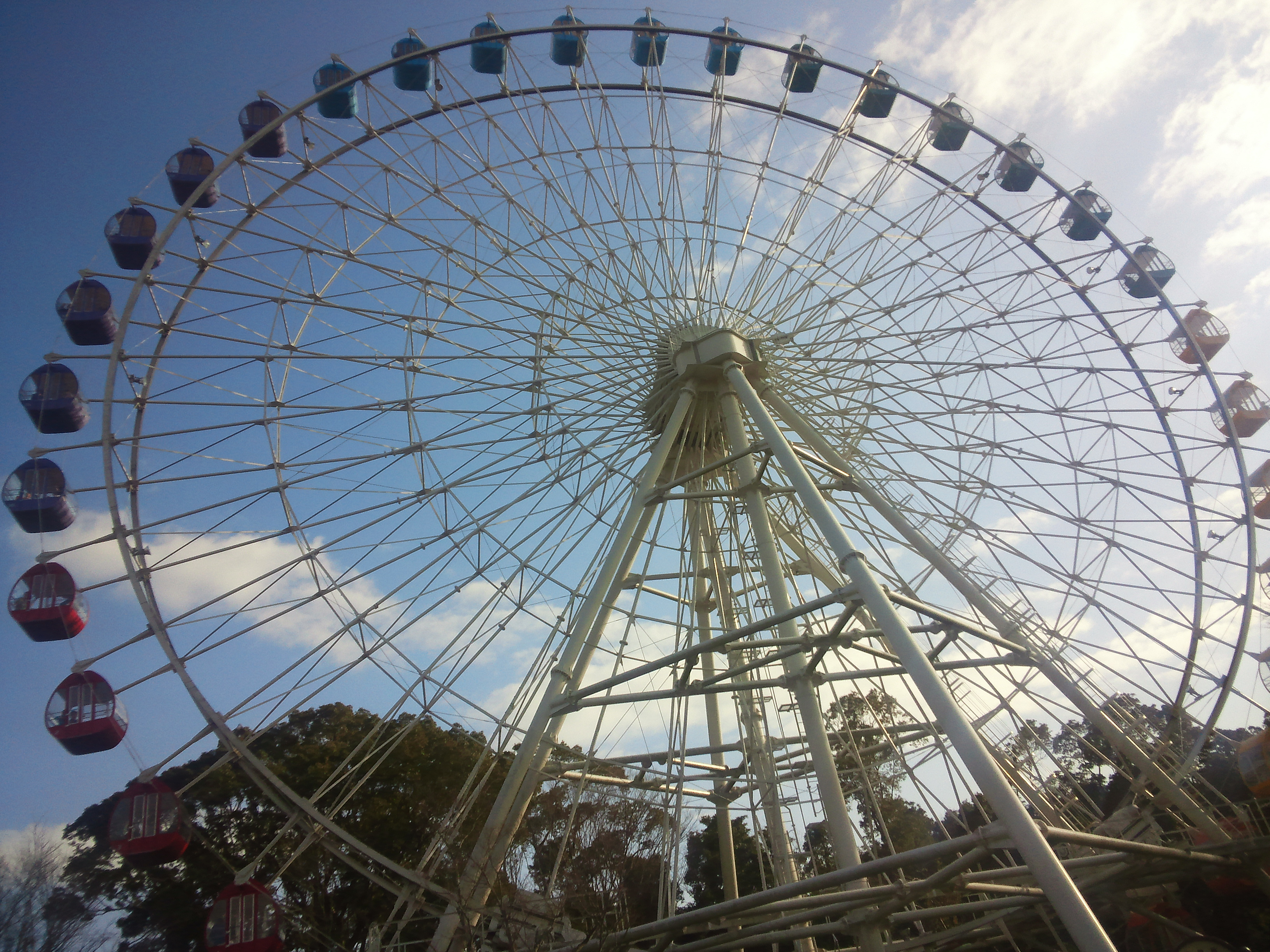
大観覧車
- 1992年（平成4年）から営業している全長50 m、6人まで一緒に乗れる1周12分の観覧車。

のんほいコースター『キッズコースター』
- 1992年（平成4年）から稼働していたジェットコースター[21]は2014年（平成26年）に撤去され、2015年（平成27年）3月7日から「のんほいコースター」が稼働[20]。身長95 cmからの身長制限。

バッテリーカー
- 1日乗り放題券対象外

フラワーカップ
- いわゆるコーヒーカップ。

メリーゴーランド
レーザーガンシューティング『ヴァルカン伝説』
- 2005年（平成17年）の愛知万博の会場にあった『ヴァルカンを倒せ！』の続編[22]

#### スポーツカート『のんほいサーキット』

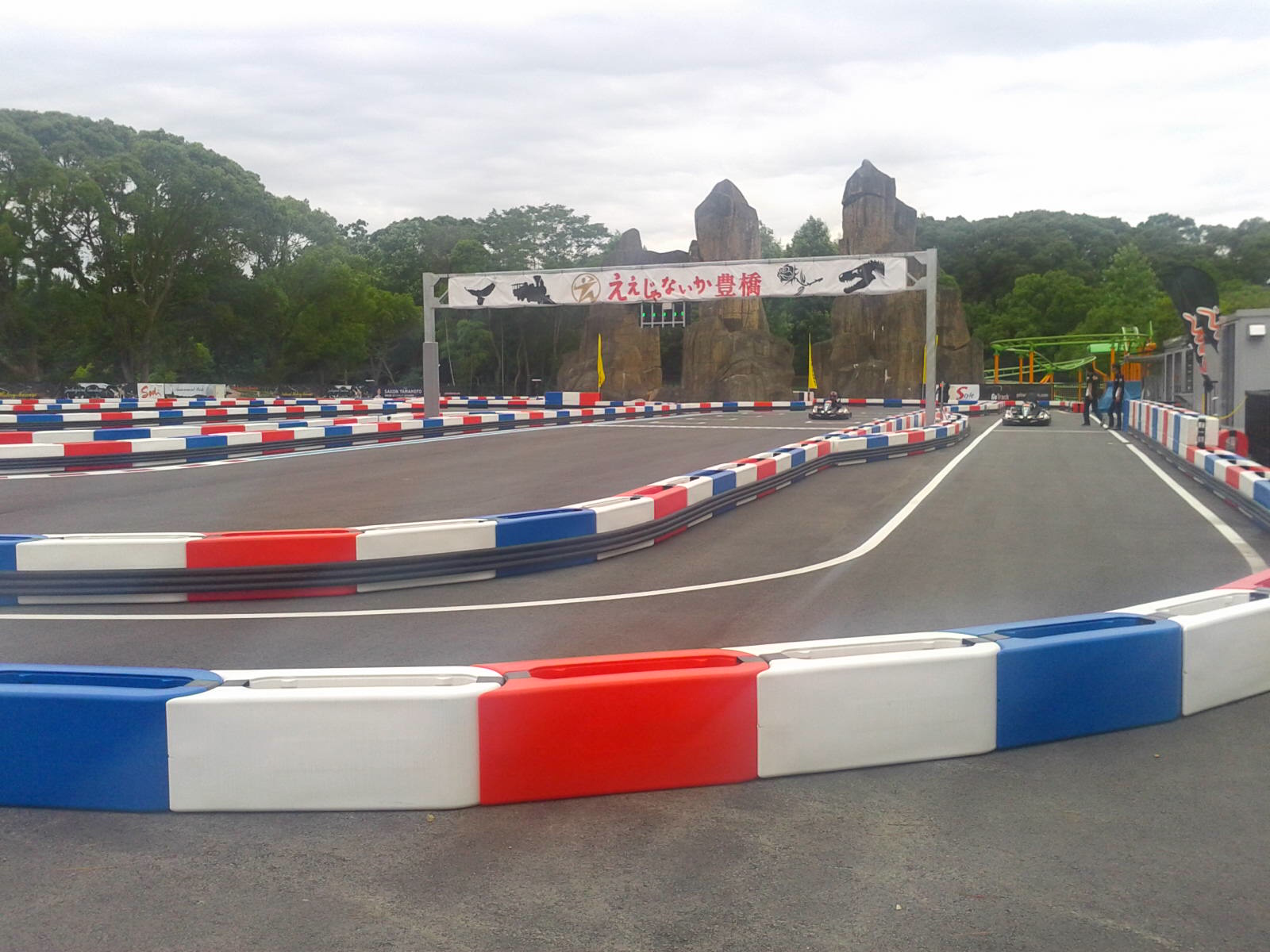
のんほいサーキットのコース

日本でも珍しい公立のカートコースで、全長400 mと本格的なコースのレイアウト監修を元F1レーサー山本左近（豊橋市出身の）に依頼した。遊園地の#1日乗り放題券は対象外。ナイトレースが楽しめ、園内の施設終了後は夜間専用の出入口から入場する。また、のんほいサーキットでは実力ごとに運転者を分けて走行する「クラス分け」システム採用し、初心者にも安心な仕様となっている。
自動車運転免許証を取得していない、あるいは不携行でも利用できる。初回のみライセンス取得の申し込み（走行料込み1,000円）が必要で、未成年者は保護者の同意を求められる。ヘルメットの下に装着するフェイスマスクは持参するか、その場で購入する（100円または500円）。安全に考慮し、ヘルメットとグローブ、運転に不向きな靴を履き替えるレンタルシューズ、服装が適さない場合としてスカートやワンピース、ストールなどを指定し、着替え用のジャージや防風用ウインドブレーカーを無料で貸し出す。
定期的にタイムアタックイベント、競技会（別料金）など催事を企画し、雨の日には走行時間を延長するなど対応をしている。
- 大人用カート  身長145 cm以上。年齢15歳以上。
- ジュニアカート 身長120 cm以上。年齢は小学2年生以上。

ターゲットタイム（目標タイム）をクリアすると記録が保存され、自動的に次の走行から上のグレード（クラス）で走る資格を得る。タイム記録はHPでいつでも確認できる。
| スピード システム | グレード                     | 条件 | ターゲット タイム | スピード システム | グレード                     | 条件                                                                                                 | ターゲット タイム |
| ----------------- | ---------------------------- | --- | ----------------- | ----------------- | ---------------------------- | --- | ----------------- |
| 大人用            | グレードD （初心者スピード） | - 運転免許証を取得していない・不携行 - 中学生の初心者                                                                         | 40.000秒          | ジュニア用        | グレードC （初心者スピード） | 初心者 - 小学生2・3・4年生                                                                           | 56.000秒          |
| 大人用            | グレードC （中級者スピード） | - グレードDをクリアした - 運転免許証を取得していない・不携行 高校生以上の初心者                                               | 33.000秒          | ジュニア用        | グレードC （初心者スピード） | 初心者 - 小学生2・3・4年生                                                                           | 56.000秒          |
| 大人用            | グレードB （上級者スピード） | - グレードCをクリアした - 運転免許証を持っている - 他サーキットのライセンス保持者（要提示） （グレードAと一緒に走る場合あり） | 28.500秒          | ジュニア用        | グレードB （上級者スピード） | - グレードCをクリアした - 他サーキットのライセンス保持者（要提示） （グレードAと一緒に走る場合あり） | 40.000秒          |
| 大人用            | グレードA （リミッターなし） | - グレードBをクリアした （グレードBと一緒に走る場合あり）                                                                     | なし              | ジュニア用        | グレードA （リミッターなし） | - グレードBをクリアした （グレードBと一緒に走る場合あり）                                            | なし              |

## その他の施設

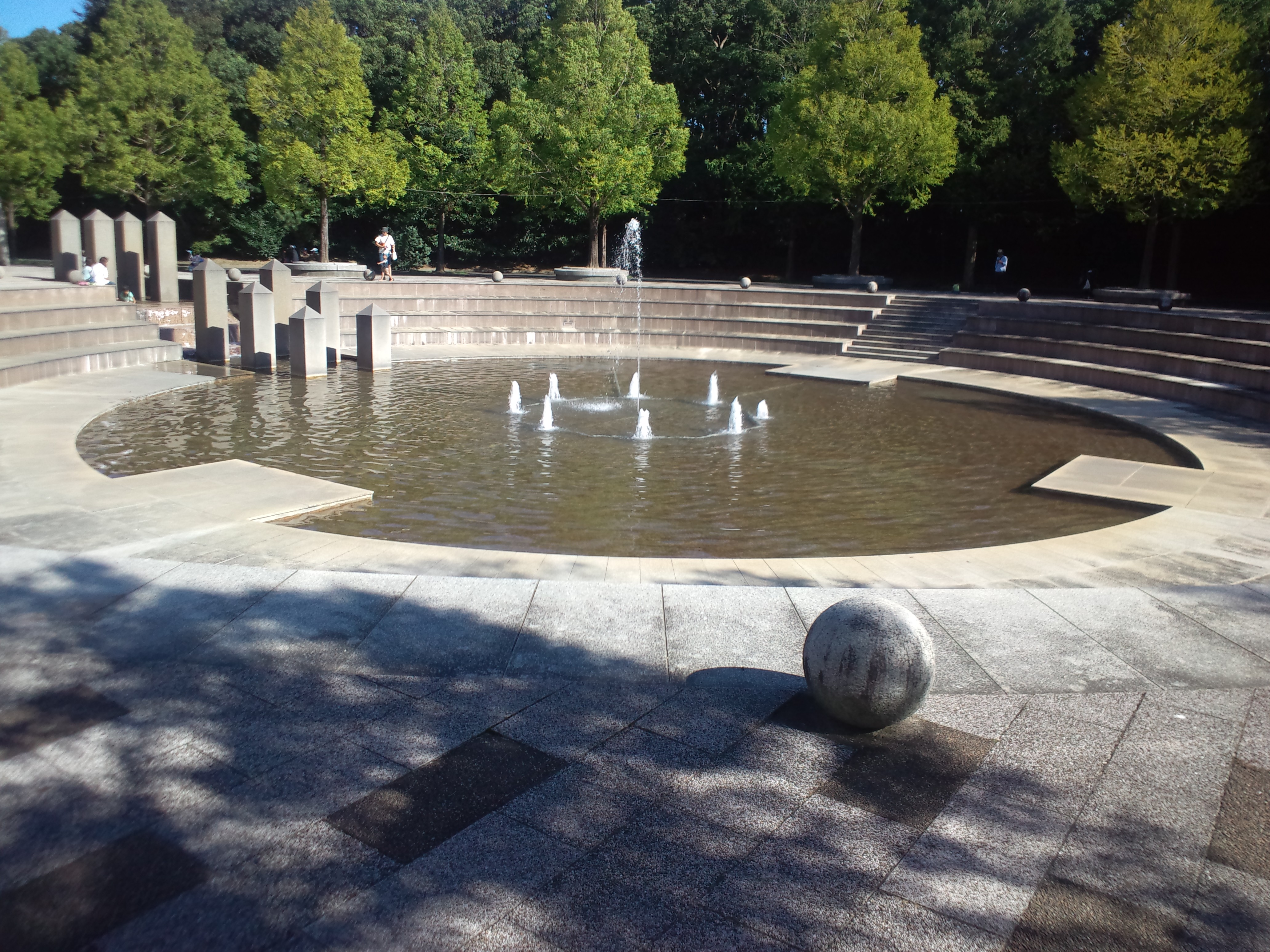
カナールと繋がっている噴水

カナールと呼ばれる水路から続く噴水場は、簡単な水遊びができる。イベント時や夜間営業時には、水路沿いの道にキッチンカーや屋台が並ぶ。芝生を貼った憩いの広場は広い休憩場所の一つ。ここのほか、イベント会場にもなる野外コロシアムではステージを上演する。

## マスコットキャラクター
1992年（平成4年）の豊橋総合動植物公園（のんほいパーク）オープンと同時に誕生。カバとシロサイをイメージして茶畑和也がデザイン。
以下の一覧に示したマスコットは、着想を得た動物と名前、性別以外は基本的に同じ設定である。
| 名前       | ベース   | 誕生日        | 性別 | 身長  | 趣味                                | 好きな食べ物 | 好きなこと |
| ---------- | -------- | ------------- | ---- | ----- | ----------------------------------- | ------------ | ---------- |
| ほいくん   | シロサイ | 1992年4月28日 | 男   | 約2 m | 子どもたちと遊ぶ のんほいパークのPR | 不明         | 子供の笑顔 |
| のんちゃん | カバ     | 1992年4月28日 | 女   | 約2 m | 子どもたちと遊ぶ のんほいパークのPR | 不明         | 子供の笑顔 |

## 歴史
- 1899年（明治32年）
  - 3月 - 安藤動物園（設立者：安藤政次郎）が個人経営による動物園を豊橋駅前に開園。
    - 上野動物園が1882年（明治15年）、東山動植物園が1918年（大正7年）なので、開設の早いこと、当時には個人経営の動物園は豊橋、熊本、浅草の3つしかなかったので全国でもまれな存在だった[2]。

  - オオカミ、カワウソ、クマ、ツル、トラ、ニシキヘビ、ペリカン、ライオン、ラクダ、ワニなどが飼育された。

- 1912年（明治45年）

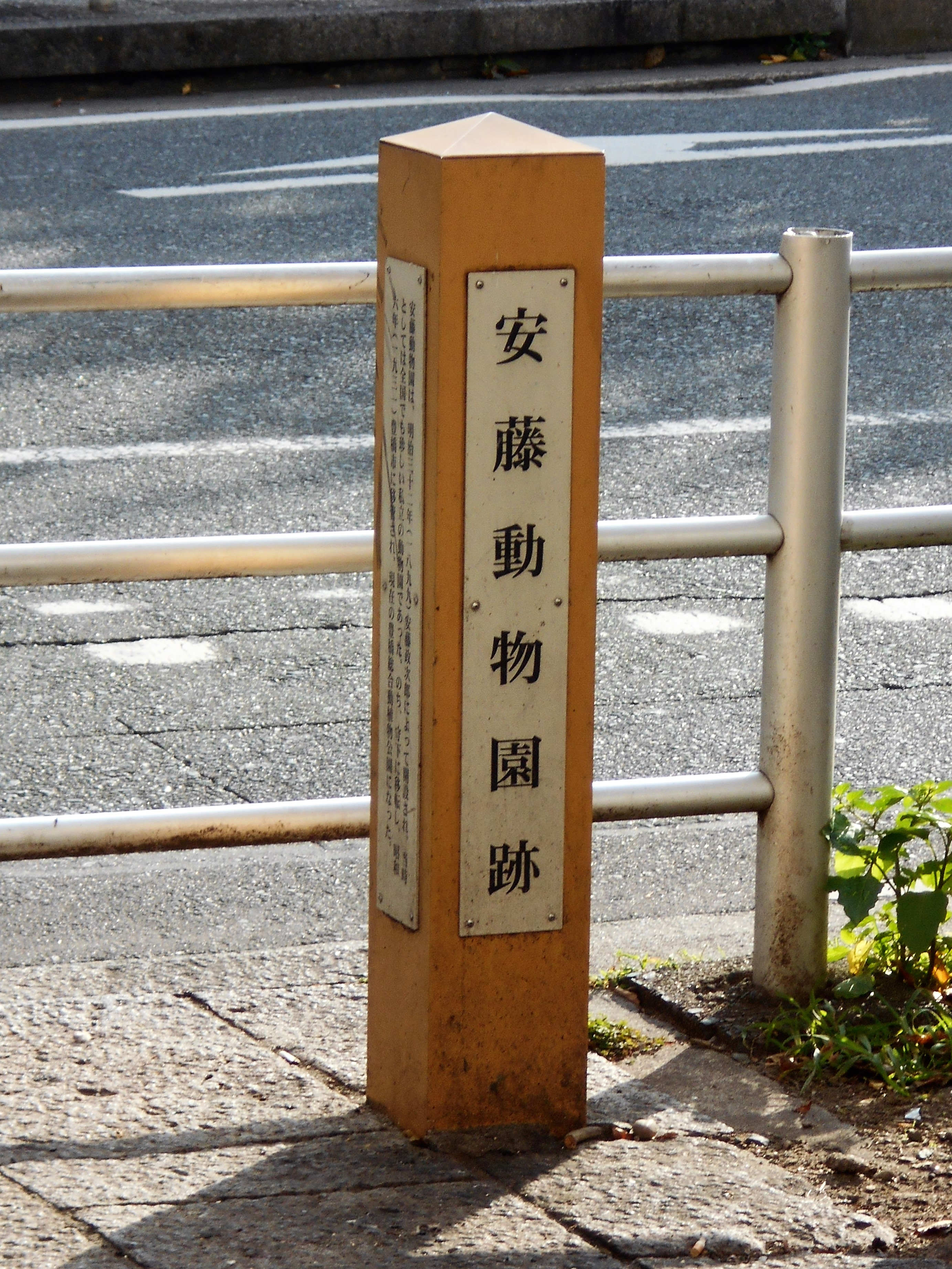
豊橋駅前、広小路通りにある安藤動物園の碑

  - 1月 - 花田町守下（現：大橋通2・3丁目）の市有地へ移転。広小路通りを整備するために伴う道路拡張のため。
- 1930年（昭和5年）
  - 7月 - 設立者の政次郎死去。
- 1931年（昭和6年）
  - 政次郎の遺言と経営難により、豊橋市に寄付され市営「豊橋市立動物園」となる。
- 1934年（昭和9年）
  - 向山町池下（現：豊橋市交通児童館）に移転。八町通り（国道23号）を開通させるための処置[26]。
- 1945年（昭和20年）
  - 戦況の悪化により閉園。動物園施設は爆撃により壊滅。
- 1954年（昭和29年）
  - 3月20日 - 豊橋公園内で「豊橋産業文化大博覧会」が開催される。その一角に「豊橋動物園」、遊園地が作られる。
    - 博覧会は同年5月10日まで。「豊橋動物園」は、博覧会後も残る施設として作られた。
    - 動物園の建設には、東山動植物園からの惜しみない協力があった。これは戦時中に、東山動植物園のゾウ2頭が戦時猛獣処分により処分がされる所で、東山の北王英一園長が立ち会った警察官に懇願。その懇願を受け入れた警察官が当時の千種警察署長の大野佐長だったが、その大野がこの時には豊橋市長だったためとされる[27]。

  - 6月7日 - 「豊橋動物園」として、豊橋公園内に再開園。
    - 2.5 haの小さな動物園だった。
    - 開園当時の動物は、92種282点を展示。インドゾウ「豊子」、アシカ、クマ、チンパンジー、トラ、ニシキヘビ、ヒョウ、ライオン、ワニなどが飼育[28]。
- 1970年（昭和45年）
  - 5月 - 豊橋動物園が移転のため閉園。
    - 豊橋公園の豊橋市美術博物館の前広場には当時の噴水が今も使われ、遊具用の列車に使われていたトンネル跡が残っている。

  - 8月 - 「豊橋子供自然公園」（遊園地+動植物園）が、大岩町の広大な国有地の払い下げを受けた土地を整備して開園。
    - 12.6 haの土地になり、豊橋公園時代の5倍になった[29]。
    - 開園当時の動物は、74種450点を展示[28]。施設は、アシカ池、カバ舎、キリン舎、子供動物ランド、ペンギン池、猛獣舎、モンキーアパート。ライオンの「ロック（雄）」が人気だった。
    - 開園を祝って東山動植物園からムーアモンキー3頭、神戸市立王子動物園からコクチョウ3羽が寄贈された。
    - 公園施設には、アリの国、豆汽車、観覧車、ティーカップ、トラバントの遊具や、自動木馬などの小型遊具があった。

- 1971年（昭和46年）

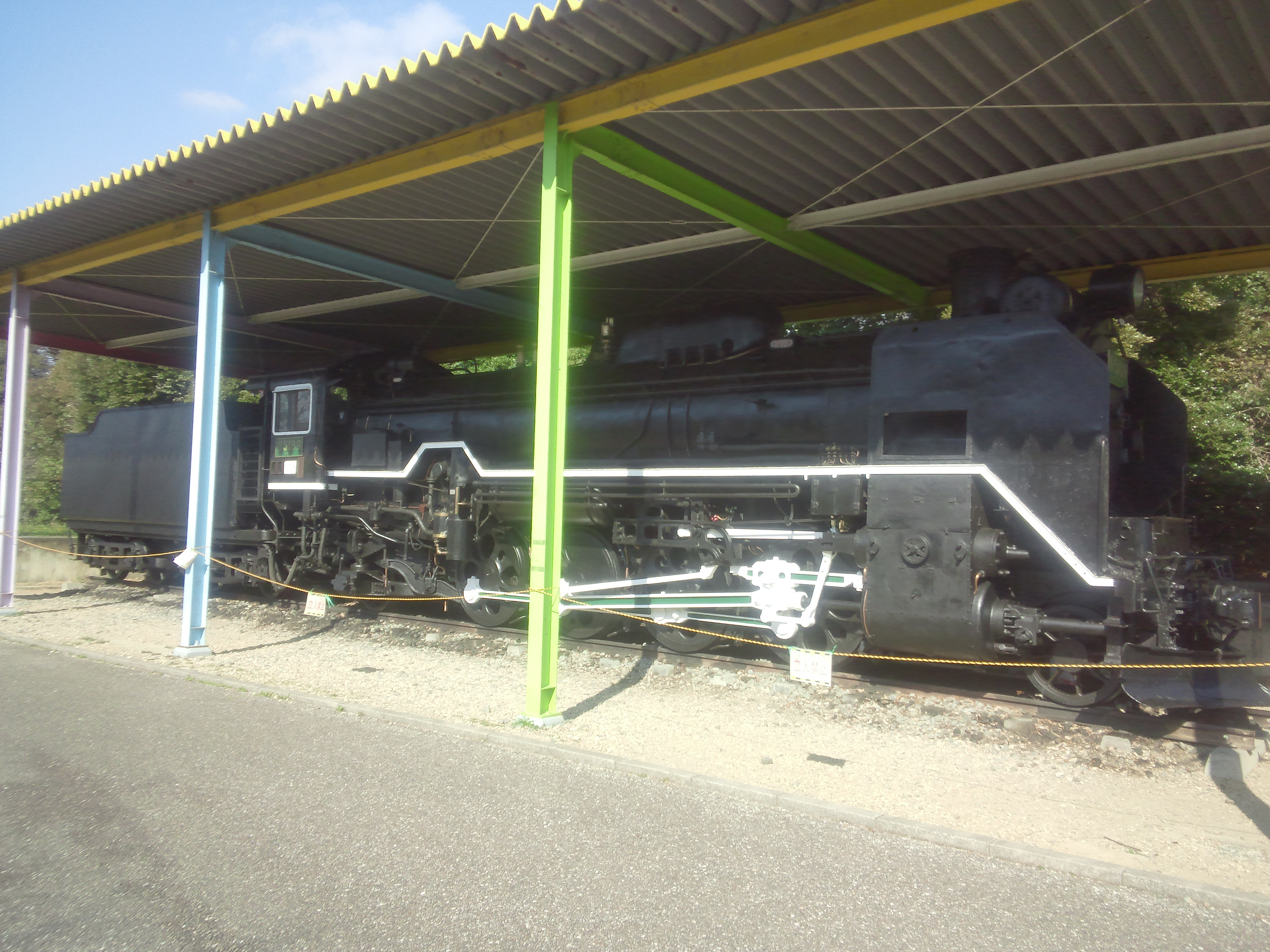
D51 89

  - 5月5日 - D51 89を展示、引渡式が行われた。
    - 当時の国鉄（現・JR東海）から廃車予定だった車体を無償貸与で提供され、新所原駅より運ばれた[30]。
- 1981年（昭和56年）
  - 動物資料館を建設。子供自然公園の開園10周年記念の建物。
- 1988年（昭和63年）
  - 5月1日 - 豊橋市自然史博物館が隣接地に開館[31]。
    - エドモントサウルスの実物化石を購入したことをきっかけとする。当時は「ハッシーワールド」という愛称が付けられていた[32]。
- 1990年（平成2年）
  - 総合動植物公園の基本計画・詳細設計が行われる。
- 1992年（平成4年）
  - 4月29日 -「豊橋総合動植物公園」（愛称：のんほいパーク）が総合動植物園として再整備しリニューアルオープン[4]。
    - 展望塔の建設、アフリカ園、憩いの広場、動物園北側にあった遊園地を東側に移設、観覧車など拡張整備、さらに動物園に隣接する自然史博物館周辺エリアを加え敷地面積を大幅に拡充した。
    - 開園当初の動物は136種742点。
- 1994年（平成6年）
  - なかよし牧場と#野鳥園を整備。
- 1995年（平成7年）
  - ホッキョクグマのダイビング（飛び込み）の展示を全国で初めて始める[11]。
- 1996年（平成8年）

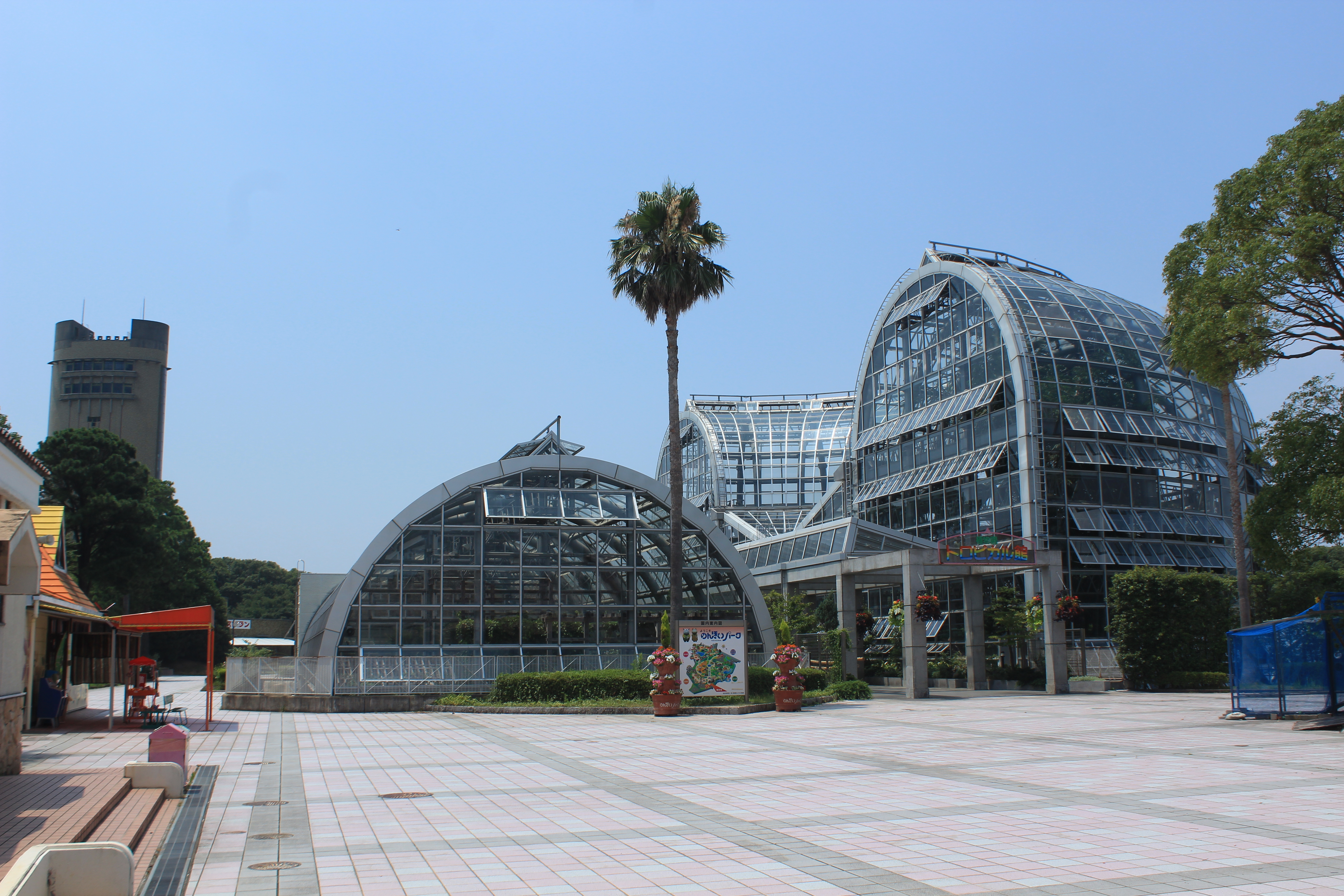
植物園の温室の建物

- - 4月27日 - 植物園がオープン。名実ともに動物園、植物園、遊園地および自然史博物館を有する総合動植物公園となる。
    - 植物園開園を記念してフランスの博物館施設「モネガーデン」から、スイレン、シダレヤナギ、フジを譲り受ける。

  - 夏の夜間営業を開始。
- 2001年（平成13年）
  - 4月 - 豊橋市石巻自然科学資料館が、豊橋市自然史博物館の附属施設に[33]。
- 2003年（平成15年）
- 3月 - JR二川駅南口広場と国道1号横断歩道橋が完成。
- 2005年（平成17年）
  - 7月 - 入園者が1,000万人を突破[34]。
- 2006年（平成18年）
  - 4月22日 - オーストラリア園オープン。豊橋市市制100周年記念事業の一つで、当時の開園式には在日オーストラリア大使館の主席公使も訪れた[35][36]。
- 2008年（平成20年）
  - 自然史博物館の入口に設置されていた「動く恐竜」のティラノサウルスが撤去。同年4月26日のリニューアルに合わせプシッタコサウルスの卵が孵化するモニュメントが置かれた[37]。
  - 4月19日 - サルデッキが国内3例目としてオープン[38][39]。
  - 4月26日 - 自然史博物館の中生代展示室がリニューアルオープン[40]。
- 2011年（平成23年）
  - 4月28日 - 豊橋鉄道東田本線に広告ラッピングをした路面電車「のんほいパーク号」が登場[41][42]。
- 2012年（平成24年）
  - 4月19日 - 路面電車「のんほいパーク号」をアジアゾウ「マーラ」をメインにしたラッピングに変更[43][44]。
  - 6月 - 入園者が1,500万人を突破[34]。
- 2013年（平成25年）
  - 6月8日 セグウェイを使ったガイドツアーを開始[45][46]。
- 2014年（平成26年）
  - 5月 - 駐車場を有料化[47]。

- 2016年（平成28年）

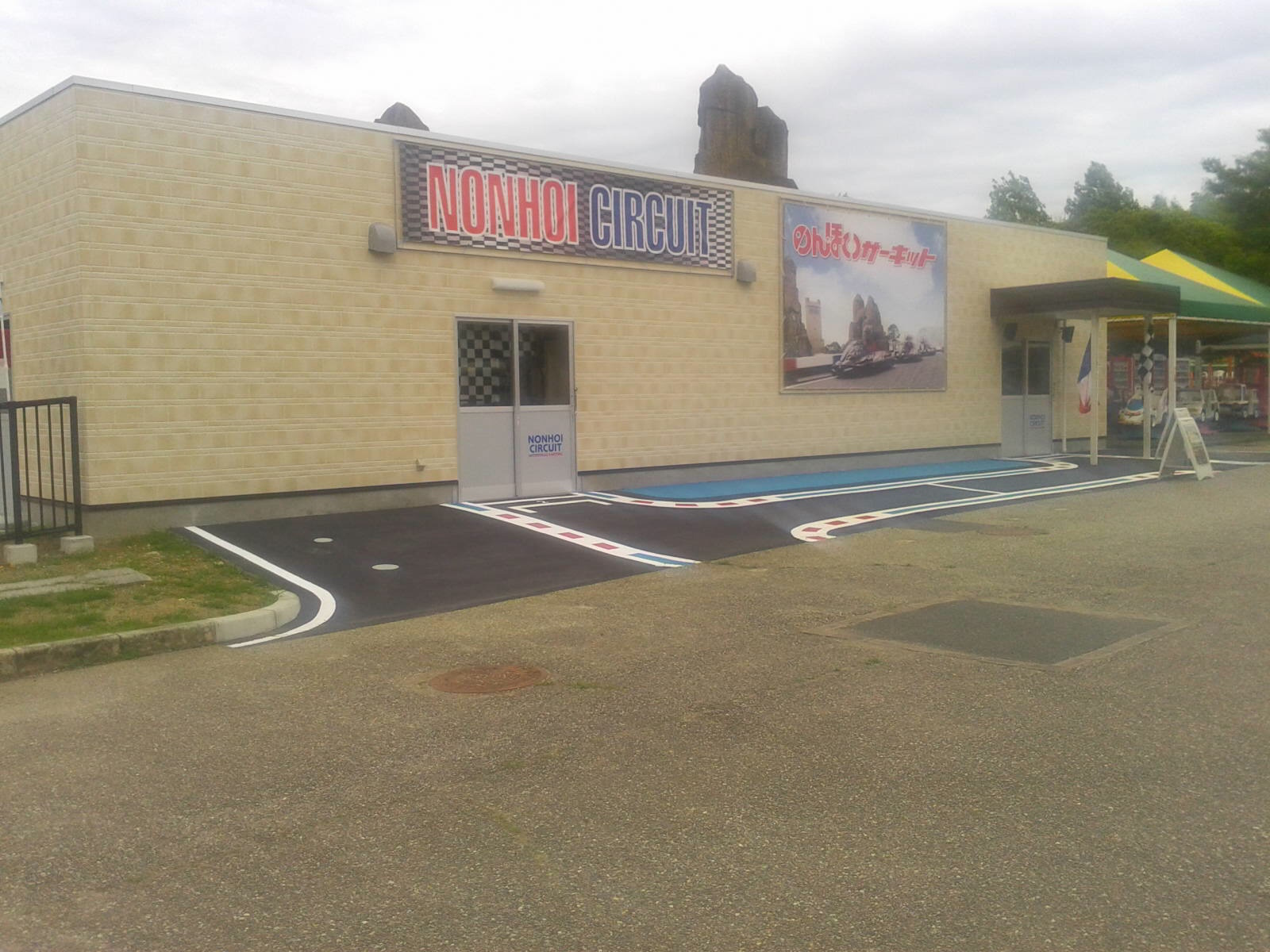
のんほいサーキットの受付建物

  - 3月23日 - スポーツカートコース「のんほいサーキット」がオープン[48][49]。同年6月からは水・木・金の平日営業も開始[50]。
  - 6月25日 - 国内最大級のマンドリル舎がオープン[51][52]。
- 2017年（平成29年）
  - 3月15日 - なかよし牧場に「もぐもぐひろば」がオープン[53]。
- 2018年（平成30年）
  - 8月 - 「ボルネオ保全プロジェクト」が発足[54][55]。
  - 10月1日 - 台風24号の影響で豊橋市で大規模の停電。園内も停電が起き、施設も獣舎の電動式ドアが開けられず動物が出られなくなった[29][56]。
    - アジアゾウ、アミメキリン、エランド、カバ、シマウマ、シロサイが獣舎の外に出られなくなった。また、水道水が電動式のため園内の約7割で水道水が使えなくなった。

  - 11月3日 - 自然史博物館の大型映像シアターを3D対応化。東海地方初の最新鋭のレーザーによるシネマ・プロジェクター[57][58]を設置。
- 2019年（平成31年）
  - 2月24日 - 入園者が2,000万人を突破[34]。
  - 3月15日 - 「希少種保全動物園」に環境省から認定[59]。
  - 3月16日 - キリン観覧デッキが完成[60]。新しい園内バスを導入、同年5月に名称が「のんほいトレイン」と決まる[61][62]。
  - 3月21日 - 恐竜模型「ブラキオサウルスの親子」の塗り替え[63][64]。自然史博物館の開館30周年記念事業によるもの。
  - 4月21日 - 国内最大級のゾウ放飼場を整備。観覧スペースである建物「ゾウビューイングシェルター」を整備[65][66]。
  - 4月27日 - 豊橋市の条例により、敷地内全面禁煙に[67]。
- 2019年（令和元年）
  - 8月7日 - 豊橋創造大学経営学部の生徒活動「のんほいパーク盛り上げ隊」との連携強化の相互確認書を締結。写真投稿の「のんほいプチフォトコン」も開始[68]。
  - 12月15日 - 台湾の台北市立動物園と、連携と協力に関する覚書を締結[69]。
- 2020年（令和2年）
  - 2月7日 - レッサーパンダ舎を倉庫をリニューアルして新たに設備[70]。
  - 3月9日 - 東南アジアのボルネオ島へ、ゾウの保護施設に井戸を掘るため職員を派遣。国内6つの動物園とNPO法人によるボルネオ保全プロジェクトの一環[71][72]。
  - 4月14日 - 新型コロナウィルスよる国の緊急事態宣言の要請のため休園。当初は5月6日までの予定だったが、宣言の延長で5月26日までの41日間が休園に[73][74][75]。
  - 5月12日 - 平日火曜日から金曜日のみ、豊橋市在住の未就学児と小学生、障害福祉サービス受注者やその引率者に限り無料開放を開始。室内施設、遊園地などは継続休止[76][77]。
  - 5月26日 - 休園要請が解除、営業が再開。ただし、豊橋市とその近隣在住者のみ入場可、遊園地、自然史博物館のシアターや室内の部屋などの閉鎖、入場数の制限がかけられた[78][79][80]。
  - 5月30日 - 新しいライオン舎と大放牧場、小放飼場がオープン[81][82]。
  - 7月21日 - 植物園の温室の「ハイビスカスのへや」を、「果実のへや」に新装[83]。
  - 9月4日 - 世界動物園水族館協会 (WAZA) に加盟[84][85]。
  - 10月4日 - 屋外植物園の「#ふるさとの雑木林（どんぐりの森）」にサインゲートを設置[86][87]。「豊橋みどりの協会」の設立30周年を記念した事業によるもの。
  - 11月9日 - 国内初の休園日入園許可制度を開始。様々な障害等により、通常入園に難しい方が休園日に入園できる制度[88][89]。
- 2021年（令和3年）
  - 3月6日 - #バードエリアとエリア内にあった「ふくろうの森」を再整備してリニューアル[90][91]。
  - 4月 - ライオンとトラのいた猛獣舎を、トラ舎として改装。
  - 4月29日 - 園の公式ホームページを完全リニューアルして一新[92]。
- 2024年
  - 開園70周年[93]。

## 主な飼育動物の出来事

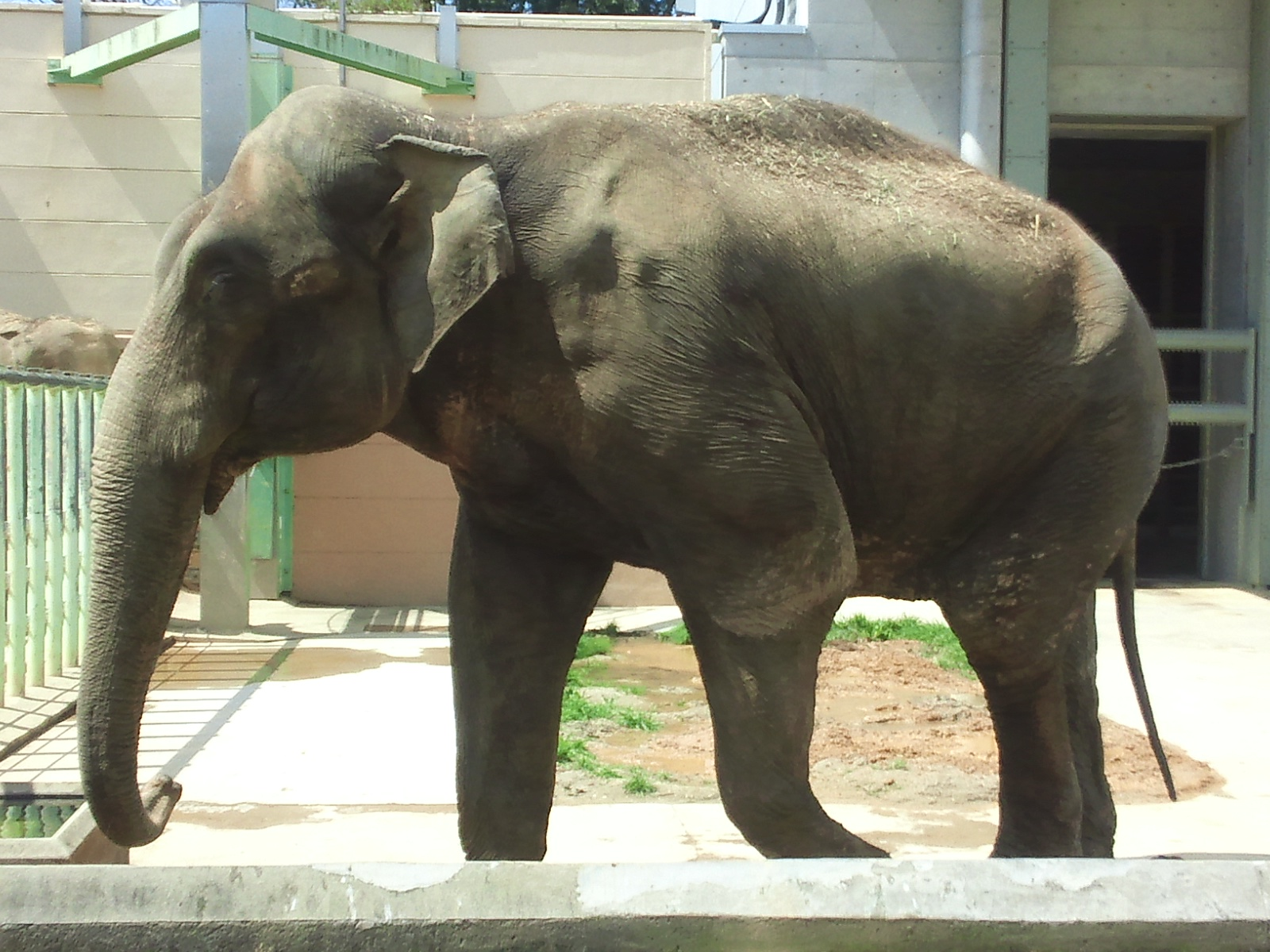
アジアゾウの「ダーナ」

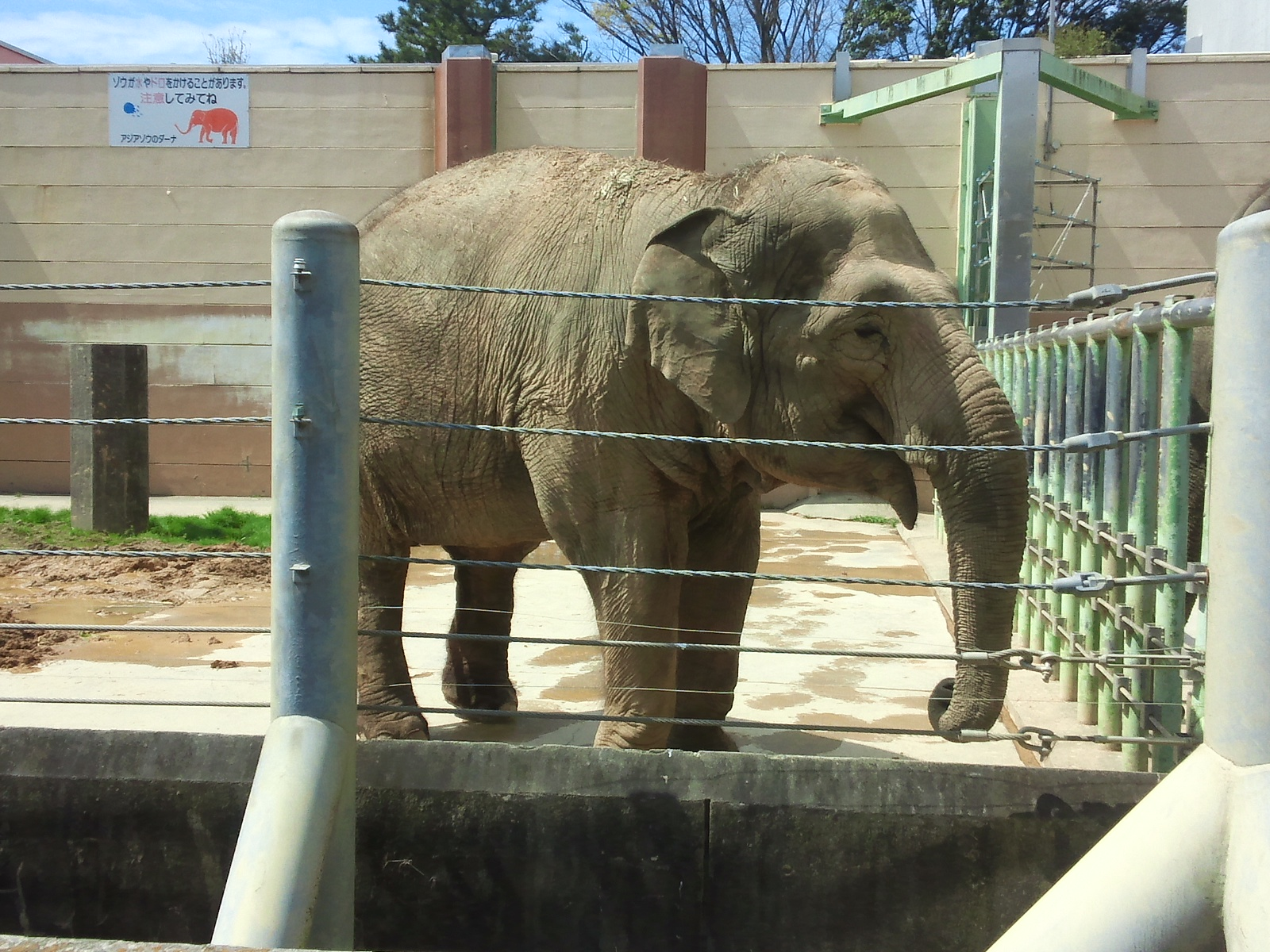
アジアゾウの「アーシャー」

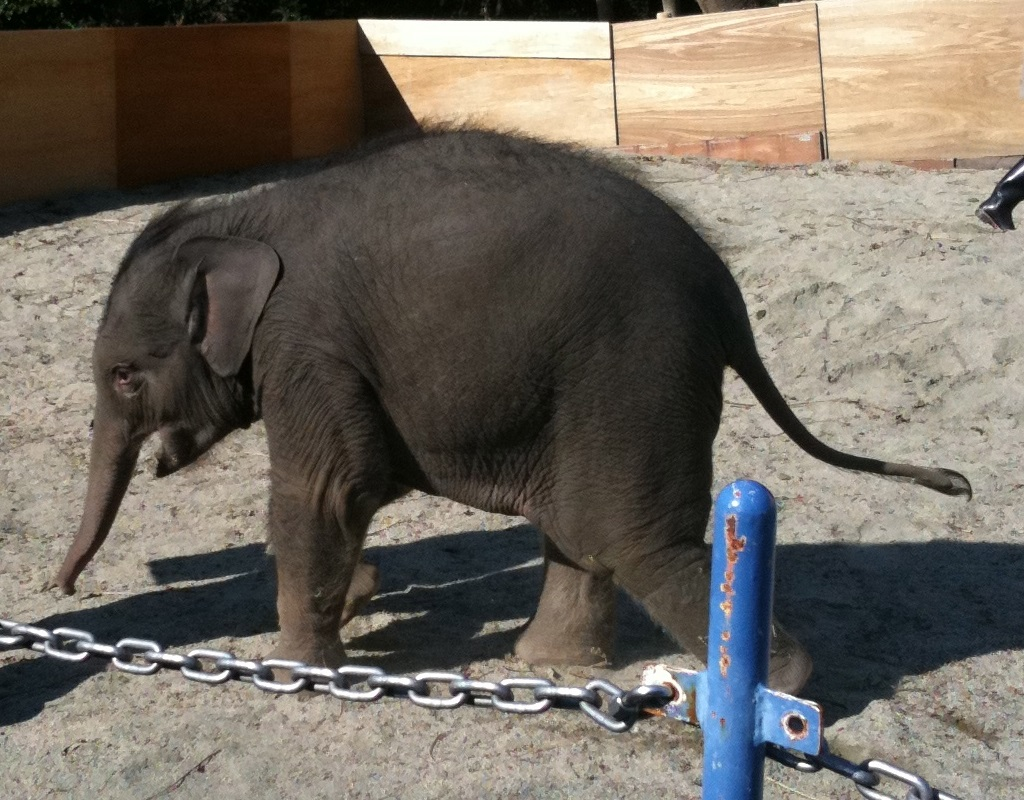
アジアゾウの「マーラ」

アジアゾウ
- 国際繁殖計画[94][99]

1954年（昭和29年）3月20日、インドゾウの「豊子」は豊橋公園内の動物園の開園に先駆けて「豊橋博覧会動物園」で披露される。サーカス出身だった豊子は1973年（昭和48年）10月に死亡、同年12月11日に「ダーナ（雄）」（のちにマーラを儲ける）、「チャンチャル（雌）」が来園する。翌年、「トヨ（雌）」が到着するが半年後に死亡。
- 1974年（昭和49年）に「トヨ」と同時に来園したシャンティは、2003年（平成15年）に妊娠中に母子ともに死亡する[101]。
- 「アーシャー（雌）」は2009年（平成21年）10月6日に上野動物園から来園[102][103]、2011年（平成23年）1月に妊娠を確認し[104]、同年9月に「ダーナ（雄）」との間に、雌の赤ちゃんゾウが誕生。名前を公募し、全国投票で同年11月23日に「マーラ」と名付けて一般公開した[105]。アジアゾウの繁殖成功例は、国内では4例目となる[106]。2015年（平成27年）10月21日 、次の出産を控えた「アーシャー」は市原ぞうの国へ移送されて準備を整えた[107][108]。2016年（平成28年）10月27日 に「ダーナ」と「アーシャー」との間に、雄の赤ちゃんゾウが誕生[109][110]。
- 「#マーラ」のの弟にあたるこの個体は、翌年1月6日に「ラージャ（ラージャ元気）」と名付けられる[111][112]。「アーシャー」は2017年（平成29年）3月13日、のんほいパークへ戻る[113][114]。ところが「ラージャ」は心不全のため、1歳1か月で2017年（平成29年）12月14日に飼育先（市原ぞうの国）で死亡[115][116]し、しばらく期間を置いて当園内のマーラ（姉）のお墓の隣に埋葬された[117]。
- 「マーラ」は2013年（平成25年）1月に両前脚の骨折が分かり、日本国内初の治療に取り組む[118]。「マーラ」は2017年（平成29年）8月13日、腸捻転とみられる症状により急死。詳細は「マーラ (アジアゾウ)」を参照。
- 「チャメリー（雌）」は、繁殖を目的[94]として横浜市金沢動物園から2019年（平成31年）3月18日に来園[119]。
- 2「ドローナ（雄）」、「パヴァー二（雌）」、「チャンパカ（雌）」の3頭は、2021年（令和3年）3月20日にインドのマイソール動物園から寄贈を受けて到着[120][121]、同年7月17日に一般公開し、当日は駐日インド大使も臨席の予定であった。

アフリカジャコウネコ
2016年時点、日本唯一の飼育である（平成28年）。1998年（平成10年）6月27日に「バック（雄）」が南アフリカから来園。2016年（平成28年）3月10日に老衰のため死ぬ。
アミメキリン
- 1992年（平成4年）2月20日に「ジョウ（雄）」が姫路市動物園から来園[125]。「タマ（雌）」は同年3月26日に埼玉こども動物自然公園から来園[125]。「ジョウ」と「タマ」との間には1999年（平成11年）11月9日、「ジョウタ（雄）」が誕生。豊橋ではキリンの子は1981年（昭和56年）1月21日以来の18年ぶりの誕生[125]。「瓜生（ウリュウ）(雄)」が、2014年（平成26年）11月25日に京都市動物園から来園[126]。「ユララ」は多摩動物公園から2015年（平成27年）3月18日に来園[127][128]。

アムールトラ
- 「ペケ（雌）」が2003年（平成15年）に死亡する[129]。「マル（雄）」は2005年（平成17年）3月に死亡[130]。「マリン（雌）」は2007年（平成19年）7月7日、静岡市の日本平動物園から来園[131][132]。

オオゴマダラ（蝶）
- - 2019年（令和元年）12月8日に石川県ふれあい昆虫館から譲り受け、#大温室で試験飼育を開始[19][133]翌年2月8日にも蝶を放っている。

オランウータン
- 1968年（昭和43年）3月に「ウーコ（雌）」が来園（2009年（平成21年）12月3日死亡[134][135]。）。「バラン（雄）」と「ウーコ」との間に、2005年（平成17年）4月26日に「ウラン（雌）」誕生[136][137]。「ウータン（雄）」は2016年（平成28年）5月30日に市川市動植物園から来園[138]。

カバ
- 1975年（昭和50年）11月1日、「大吉（雄）」が仙台市八木山動物園から来園[139]。その「大吉」と「トヨコ」との間に、「サツキ（雌）」が誕生したのは1989年（昭和64年 / 平成元年）である。大吉は1994年（平成6年）に三井海上のCMに出演し[140]老衰のた2019年（平成31年）3月27日に死亡[141]したときは44歳、国内で3番目に高齢で、人間の年齢に換算すると80歳に相当した[142]。
- 姫路市動物園から繁殖を目的とした[94]貸借契約で、「出目吉」を2019年（令和元年）6月29日に迎える[143]。

キソウマ
- 2010年（平成22年）2月23日 に「くるみ」が来園[144]。

サーバルキャット
- 死亡したアフリカジャコウネコの後釜として、2016年（平成28年）夏から探した。国内の動物園では条件に合う若い個体がなかなか見つからなかったところ、2017年（平成29年）1月に南アフリカの動物園から連絡が入り、2016年生雌まれの雌を飼育する契機となった。展示は2017年（平成29年）4月18日 にアフリカ園内の#夜行性動物館にて開始[145][146]。吉崎観音[注釈 3]制作の記念のポスターも公開され、フレンズ化前後のサーバル2匹があしらってある（2017年（平成29年）4月29日[147]）。一般公募で名前を募集、2017年（平成29年）5月13日に「ステル」と名付けられる[148]（アフリカーンス語で〔星〕の意味[149]）。導入は偶然にもアニメ「けものフレンズ」が終了したタイミングであった[150]。「ステル」来園1周年を記念して商品を開発、模様などを忠実に再現して2018年（平成30年）4月18日にぬいぐるみの限定頒布を開始。点数は600体のみで2808円（税込）[151]。
- 神戸どうぶつ王国から来園した雄の「しょう」が2023年4月4日から公開[152]。雌の「ステル」は2024年3月4日に死亡[153]。

シマウマ
「シズク」が事故のため2020年（令和2年）4月6日に死亡。序列の高いシマウマにちょっかいを出され、パニックを起こしてゲートに激突した可能性が高いとされた。
シロサイ
1992年（平成4年）、シロサイ「トム（雄）」と「タンディ（雌）」が南アフリカから来園。2003年（平成15年）12月8日には「フクコ（雌）」が東北サファリパークから来園、老衰のため死亡（2015年（平成27年）1月23日）。2018年（平成30年）9月16日 には、「ソフィア（雌）」を南アフリカの施設から迎え、同年11月18日に公開、名前が決まったのは12月10日。
シロフクロウ
ふくろうの森リニューアル・オープンを迎えた2021年（令和3年）3月6日当日、「キルア（雄）」と「アスティ（雌）」の2個体の展示を開始。1週間後には「ミア（雌）」も追加された。
ツキノワグマ
- 1994年（平成6年）に「アキ（雌）」が秋田市大森山動物園から来園[162]、2015年（平成27年）3月に死亡する[163]。長野県でシカの罠にかかって保護されていたところを譲り受けた雌の個体が来園（2016年（平成28年）9月）、同年11月に「アイル）」と命名[164]すると、翌年2月14日から展示を始めた[165][166]。

ニホンカモシカ
「アサヒ」を2017年（平成29年）6月29日 に公開。アサヒは同年5月12日に尾張旭市の街中に現れ保護された個体である。
フェネック
フェネック「リアン（雄）」の展示をアフリカ園内の夜行性動物館にて2017年（平成29年）3月4日に開始。フェネック「アミ（雌）」、同年5月23日 - リアンとペア展示を開始。
ホッキョクグマ
- 国際繁殖計画[94]
  - ヴッパータル動物園（ドイツ）から1994年（平成6年）5月22日、ホッキョクグマ「キャンディ（雌）」が来園[171]、2011年（平成23年）3月8日から繁殖目的のため、札幌市円山動物園へ移動[172]、2019年（平成31年）3月20日に帰郷[173][174]。
  - ニュルンベルク動物園（同国）から1994年月5月「クッキー（雌）」は来園[175][176]。
  - ライプツィヒ動物園（同国）から同年6月23日に「チャッピー（雄）」が到着[177]。腎不全のため死亡する2018年（平成30年）1月30日 まで飼育する[178][179]。

マレーグマ
- 2018年（平成30年）6月3日 - マレーグマ「シャンシャン」が腫瘍のため死亡する[180]。札幌市円山動物園と繁殖を目的とした貸借契約を結び[94]、2019年（令和元年）6月4日 に「ハッピイ（雌）」を迎える[181][182]。

マンドリル
- 1999年（平成11年）4月16日、「タロウ」と「ルリコ」との間に、「チュウタロウ（雄）」が誕生[183][184]、「チュウタロウ」がは2020年（令和2年）10月19日に死亡する[185][186]。

ミニチュアホース
「チー（雌）」と「ミー（雌）」の公開は、2021年（令和3年）3月23日に始まる。当園では初めての飼育となる。
ライオン
「ハヤテ」と「オト」は自殺対策強化月間に合わせて、当園と豊橋市保健所の健康増進課が製作した啓発ポスターに2頭揃って採用され話題になる（2019年（平成31年）3月）。「ハヤテ」は老衰のため2019年（令和元年） 5月16日に死亡、2ヶ月前に作られた啓発スターに再び反響が起きた。
ラッコ

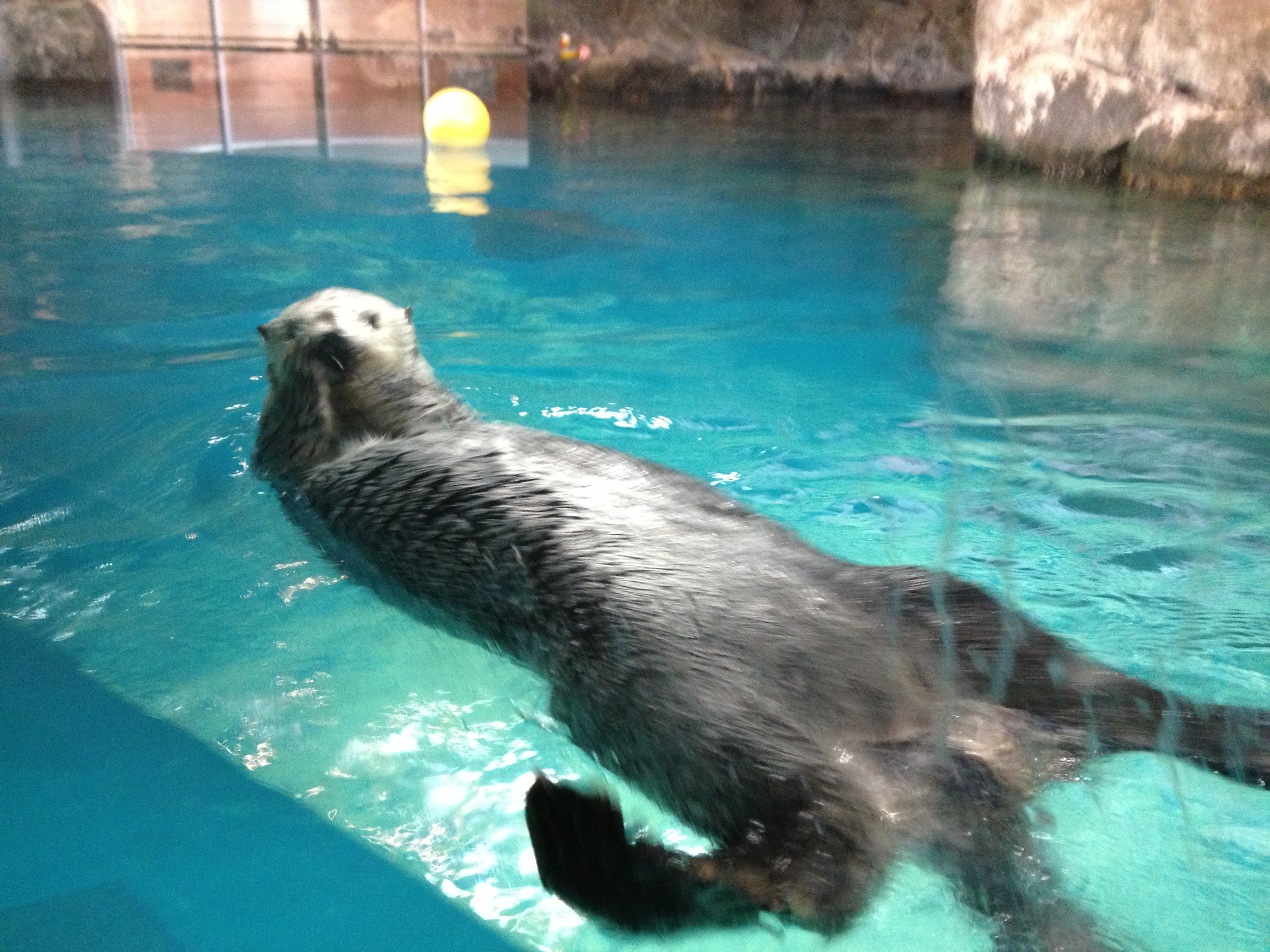
ラッコの「ヤヨイ」

1996年（平成8年）4月15日 に「ヤヨイ」（1994年生、雌）がマリンピア松島水族館から来園、貝殻をガラスに打ち付ける癖がついて2009年（平成21年）12月3日 - 12月13日には飼育されているプールの強化ガラスにヒビを入れた。メインプールのガラスは強化ガラスで15 mm厚、2枚重ねに設置したうちの内側の1枚全体にヒビが走ったため、当園は同施設を閉鎖して入れ替え工事を行った。「ヤヨイ」は19歳10か月で2014年（平成26年）1月に老衰のため死亡。
ラマ
「きなこ」が2013年（平成25年）12月14日に浜松市動物園から来園。
レッサーパンダ
東海3県唯一のレッサーパンダとして「ショウショウ（雄）」を2020年（令和2年）2月8日に公開、セレモニーも行われた。環境に馴染むのに時間がかかった「リーファ（雌）」は、「ショウショウ」より公開を遅らせて2020年（令和2年）3月14日 に展示施設にデビュー。

### 研究活動
発表順
- 二川古窯址群 : 豊橋市総合動植物公園建設に伴う埋蔵文化財調査報告書[203]
- 飼育下チンパンジーにおける母から子にむけた拍手行動の出現[204]松崎
- 飼育下スマトラオランウータンの園内転居および園間転居時における尿中コルチゾール濃度動態および行動の変化[205]
- Results and Issues of Project-Based Learning in Corporation with Toyohashi Zoo and Botanical Park[206]
- 環境教育の場としての動物園に対する専門性が異なる専門学校生の印象と嗜好の比較：福岡市内におけるアンケート調査から[207]
- 飼育下のメス1頭のトラPanthera tigrisにおける年間を通じた血中コルチゾール濃度と糞中コルチゾール濃度動態[208]
- ハズバンダリトレーニングのためのハクビシンを対象とした非侵襲心拍計測システムの開発[209]
- 飼育下マレーグマにおける効果的な採食エンリッチメント[210]
- 日本の動物園における1950年から2022年までに発生した動物による死傷事故の定量的評価[211]
- 動物園まるごとiPS 細胞化プロジェクト[212]
- 単独飼育解消を目指したアジアゾウの同居の取組と社会関係の形成[213]

## 主なイベント
豊橋市市制100周年記念事業
- 2006年（平成18年）
  - 「ユカギルマンモスミュージアム」
    - 期間は4月8日から6月18日まで[214][215]。
    - 愛知万博でも公開された「ユカギルマンモス」が自然史博物館で公開され人気を博した[216][217]。ユカギルマンモスの復元模型やケナガマンモスの部分標本も展示された。

  - 「恐竜と生命の大進化 -中国雲南5億年の旅-」
    - 7月14日から10月9日に豊橋市市制100周年記念事業として開催[218][219]。
    - 中国雲南省で発掘された恐竜「ユアンモウサウルス」[220]の全身骨格標本（全長約17 m）が、世界初公開され話題を呼んだ[221]。
- 2014年（平成26年）
  - 秋篠宮文仁親王が、自然史博物館を視察[222]
    - 2月19日にカバ、シマウマへの餌やり、ホッキョクグマの水中ダイビングを見学、野鳥園、植物園を視察された[223]。
- 2015年（平成27年）
  - 結婚式
    - 10月25日に施設内で初めて結婚式が行われる[224]。
- 2017年（平成29年）
  - 「山本左近杯」
    - 3月18日に、のんほいサーキット1周年大会が開催[225]。

  - 「サーバルソフト」が個数限定で販売開始
    - 5月3日から7日の期間に、サーバル「ステル」の公開記念として園内レストランにて販売。バタークッキーは「ステル」の耳から型を取った。1個350円[226]。
    - 5月9日からは「サーバルパフェ」の販売を開始[225]、人気のため6月末までの予定が9月18日まで延長された。1個380円。

  - 『「けものフレンズ」の動物をめぐろう　サマースタンプラリー』
    - 7月22日から9月24日の期間中の土曜・日曜、および夜間開園時にコラボイベントを開催[227][228][229]。
    - スタンプラリーは、夜間開園時に通行止めの場所があるため、内容が若干違う2種類が用意された。ラリーの特典として、特製缶バッジや動物写真のポストカードが用意された。
    - キャラクターパネルの展示や、イベント用のアクリルキーホルダー、缶バッジ、Tシャツが販売された。飼育員による「けものフレンズ」の動物ガイドも実施。
    - 8月11日から、けものフレンズの5種類のマンホールを設置。5年間の予定。
    - 9月3日に行われた声優による松井恵理子、本宮佳奈、根本流風によるトークショー[230][231]には定員1,000人の会場に約1300人が来場した。
    - このコラボイベントが、のんほいパークの通常年度の年間入場者数が83万人の過去最多記録となった要因の一つとされた[232]。

  - 『第1回カワウソゥ選挙』
    - 8月31日から10月9日の間に投票が行われた。カワウソの「ユウ」が参加[233]、結果は投票数17,055票の6位[234]。
- 2018年（平成30年）
  - 『第1回ヒレアシ甲子園』
    - 3月16日から4月15日の間に投票が行われた。ゴマフアザラシの「もなか」が参加[235][236]、結果は投票数187,052票の3位[237][238]。

  - 『「あなたは何のフレンズ？」自分探し探検』
    - 3月17日から5月20日の期間中の土・日・祝日開催（5月3日から6日を除く）[239][240][241]。
    - けものフレンズとのコラボラリーイベント 。3月9日にコラボを記念して開催前に新しいフレンズ「パタスザル」が発表された[242]。
    - 園内を巡り質問に答えると、自分の特徴が何の動物（フレンズ）と似ているかが分かるラリーイベント。参加費500円、「サーバルちゃん」の桜と菜の花柄の2種の内どちらかのクリアファイルが付いた。
    - キャラクター集合ウェルカムボード展示、キャラクターパネル展示を設置、遊園地を作中の雰囲気に再現した。缶バッジ5種、「サーバルちゃん」柄の年間パスポートを発売。また、「オリジナル入園パック（オリジナルの園内入場券、イベント参加費（特典クリアファイル付き）、缶バッジ1種、遊園地の遊具1日乗り放題券）」という割引セットも販売された。
    - 5月12日に松井恵理子、尾崎由香、築田行子による声優トークショーが開催[243][244]。

  - 『豊橋市自然史博物館 開館30周年記念式典』
    - 5月2日に開催。開館以来保管していたエドモントサウルスの腰骨を初公開。同月27日まで実際に触れることができた[245][246]。

  - 『体感！恐竜ワールド』
    - 7月13日から9月2日に開催。豊橋市自然史博物館の開館30周年を記念した特別企画展[247][248]。
- 2019年（平成31年）
  - 『のんほいパーク×けものフレンズ』
    - 1月8日から3月3日に開催[249]。コラボを記念して開催前に新しいフレンズ「コウノトリ」が発表された。
    - 参加費500円、のんほいパークの通りにいる「サーバルちゃん」の描かれたクリアファイルと缶バッジが付いた。
    - 動物の解説プレートに記されたキーワードを集めて合言葉を探すキーワードラリーで、ゴールで合言葉を伝えてると、のんほいパークオリジナルグッズがもらえた。
    - 新規デザインの缶バッジ6種、飼育員による「けものフレンズ」の動物ガイドも実施。レストランにて「コウノトリソフト」、復刻の「サーバルソフト」が数量限定で販売。
    - コラボを記念して開催前に新しいフレンズ「コウノトリ」が発表された。
- 2019年（令和元年）
  - 『第70回全国植樹祭あいち2019』
    - 6月2日に開催。令和に改元後の天皇・皇后の初の地方公務のサテライト会場になった[250][251]。
- 2021年（令和3年）
  - 『「けものフレンズ」と行く もっと知りたい！もっと見たい！めぐろう動物園』
    - 2月11日から3月7日に文化庁委託事業「博物館異分野連携モデル構築事業」の一環として開催[252]。
    - 豊橋以外に、日立市かみね動物園、羽村市動物公園、伊豆アニマルキングダム、神戸どうぶつ王国で共通開催。イベント参加は無料。
    - 園内の5種類の動物を巡るスタンプラリー。スタンプ帳1冊でイベント実施動物園のすべての対象動物が収録されていて、スタンプを押すフレンズの種類は各動物園で様々になっている。
    - キャラクターパネル、ウェルカムボードの設置。なお、コラボキービジュアルのSLは、園内のD-51と「けものフレンズ」公式Twitterからアナウンスされている。

## 営業時間・入場料など
- 開園時間
  - 9時00分 - 16時30分（入園は16時まで）
  - 夜間営業がある日は、昼間の開園時間が16時までとなる（入園は15時30分まで）。夜間営業とは完全入れ替え制なので、一度外に出る必要がある。
  - 夜間営業は基本的に17時の開園だが、夜間営業の時期により開園時間と閉園時間は異なる。
  - ゴールデンウィークや夏休みの期間に、朝8時から開園する場合もある。
  - 豊橋市内の小学校が月曜日が振替休日である場合、臨時営業することが多い。
- 休園日
  - 毎週月曜日（その日が祝日および振替え休日の場合は翌平日）
  - 12月29日 - 1月1日
- 園内バス 乗車券（土曜・日曜・祝日のみの運行）
  - 1回：大人 200円／中学生以下 100円／未就学児（保護者同伴）は無料
  - 1日乗車券（1日乗り放題）は、年末年始とお盆の期間を除いた1・2・7・8・12月のみの販売。
  - 1日乗車券 大人 500円／中学生以下 250円／未就学児（保護者同伴）は無料
- 入園料
  - 大人 600円／小・中学生 100円／未就学児は無料
  - 「ほの国こどもパスポート」（東三河8市町村の小中学生に配られるカード）があれば、100円が免除され無料で入ることができる[253]。
  - 豊橋市在住の70歳以上の者は100円。
  - 身体障害者手帳、療育手帳または、精神障害者保健福祉手帳保持者は入場無料になり、手帳保持者1名につき介護者も1名無料になる。
  - 夜間営業の値段は「ナイトZOO」と「ナイトドリーム」、時期によって異なる。ほの国こどもパスポート、昼間の入園券・定期入園券等の使用不可。障害者・高齢者などの入園料減免もない。
  - TOICA（Suica・ICOCAなどのJR各社発行のICカードを含む）やmanaca（Pasmoなどの各民鉄発行のICカードが利用できるかは未確認）といった交通系ICカード乗車券やイオンリテールが発行する電子マネーWAONでの支払いが可能である。
- 前売り券
  - 大人480円／小・中学生 80円
  - 購入翌日から無期限で使えるが、夜間営業時（ナイトZOOなど）には使えない。
  - のんほいパーク窓口、豊橋市役所1階「じょうほうひろば」で販売。のんほいパーク近辺のファミリーマートでも販売している。
  - 夜間営業の前売り券は、のんほいパーク窓口、豊橋市役所1階「じょうほうひろば」、豊橋駅ビル「カルミア」ギフトマーケット サービスセンター、豊橋市・田原市のセブンイレブンで販売。ただし、遊園地主体の夜間営業「ナイトドリーム」は前売り券は販売していない。
- 定期入園券（発行日より1年間有効）
  - 大人 2,000円　小・中学生 300円
  - のんほいパーク窓口で販売。以前は本人写真が必要だったが、必要なくなった。
  - 夜間営業時（ナイトZOO、ナイトドリームなど）には使えない。
- 駐車場駐車料金・台数
  - 普通車 200円／中・大型車　400円
  - 中央門側 780台／西門側 350台／東門側 520台
  - 夜間営業時は無料。ただし、「ナイトZOO」では西門から入場できないため、注意が必要。「ナイトドリーム」のときは東門側の駐車場のみが開けられている。

## 飲食店・売店
レストランは、昼時間に合わせての営業時間になっているが、夜間営業の時は多くのキッチンカーが並ぶので、夜の飲食にも困ることはない。また、朝から夕方の営業時間でもキッチンカーが出店している場合があり、アイスや「のんほいイチゴとブラックサンダークレープ」など、のんほいパークでしか食べられないものもある。

### レストラン・飲食店
のんほいサーキットの飲食店以外は、株式会社イデアル・アトレが経営する「cafeこすたりか」が営業している。
- トラットリアチェントロ（営業時間：平日 11時30分 - 15時00分／土日祝 11時00分 - 15時00分）
  - 展望塔1階にあるレストラン 。パスタやハンバーグ、ピッツァなどイタリア料理が中心[256]だが、ライオンカレーなど動物園らしいメニューもある。
- コアコスタリカ （営業時間：11時30分 - 16時00分）
  - 展望塔1階にあるテイクアウトも可能な店。キーマカレーやナンドッグ、うどんやソフトクリームなどが展望塔内で飲食可能。
- ステラカフェ （平日 11時30分 - 14時00分／土日祝 11時00分 - 14時30分）
  - 展望塔最上階にある展望レストラン。カレーやドリアなど軽食が食べられる。予約が必要だが、貸し切りパーティや喫茶、オリジナルの弁当も用意ができる[255]。
- ルナパーク （営業時間：11時00分 - 16時00分）
  - 遊園地入口にある軽飲食コーナー。コーヒーやビール、うどんやホットドッグやアイスなどがある。
- ウエストカフェ （営業時間：11時00分 - 16時00分）
  - 西門にある軽食店コーナー。サンドウィッチ、ソフトクリームやコーヒーなど。
- キリンのキッチン（土日祝の限定営業。天候で休みの場合あり）
  - キリンデッキ近くにあるキッチンカー。チュロスなどを売ってるが、ハンバーガーなど、ここでしか食べられないものもある。
- ハーバーカフェ（平日 18時00分 - 21時00分／土日祝 昼：11時00分 - 14時30分 夜 17時30分 - 20時30分 ）
  - のんほいサーキットにある軽食店。ドリンクやフロート類、ソフトクリームや唐揚げ、カレーライスなどがある。テイクアウト可能、テラス席もあり、レースを観戦しながら飲食できる。

### 売店
2019年（平成31年 / 令和元年）から園内の売店は、すべて株式会社アクアが運営している。
- のんほいパーク 中央売店
- のんほいパーク 東売店
- Museum Shop Rupes（ルーペス）
  - 豊橋市自然史博物館の館内のあるミュージアムショップショップ。博物館のテーマに合わせ、各時代を積み重ねてきた地層や岩を「嵩山の蛇穴(洞窟)」をモチーフに、豊橋の自然感を表現している店構えになっている。恐竜を全面にした商品揃えとなっており、動物園側のお店には置いていない商品もある。
    - 2014年（平成26年）
      - 3月16日 - ミュージアムショップが改装のため閉店[258]　。
      - 4月1日 - ミュージアムショップ「ジュラ」がオープン[259]。

    - 2019年（平成31年）
      - 3月10日 - ミュージアムショップ「ジュラ」がテナント入れ替えのため閉店[260]。

    - 2019年（令和元年）
      - 7月 - のんほいパーク専用のパッケージのブラックサンダーあん巻きが販売開始[261]。
      - 7月12日 - Museum Shop Rupesがオープン[262][263]。
      - 11月1日 - 「けものフレンズ」と株式会社アクアのコラボぬいぐるみが発売[264]。

    - 2020年（令和2年）
      - 6月19日 - 「発掘！ 恐竜の卵〜クリームあん入りモチ〜」が、丸八製菓と藤ノ花女子高の企画によって発売[265][266]。

## 交通アクセス
鉄道

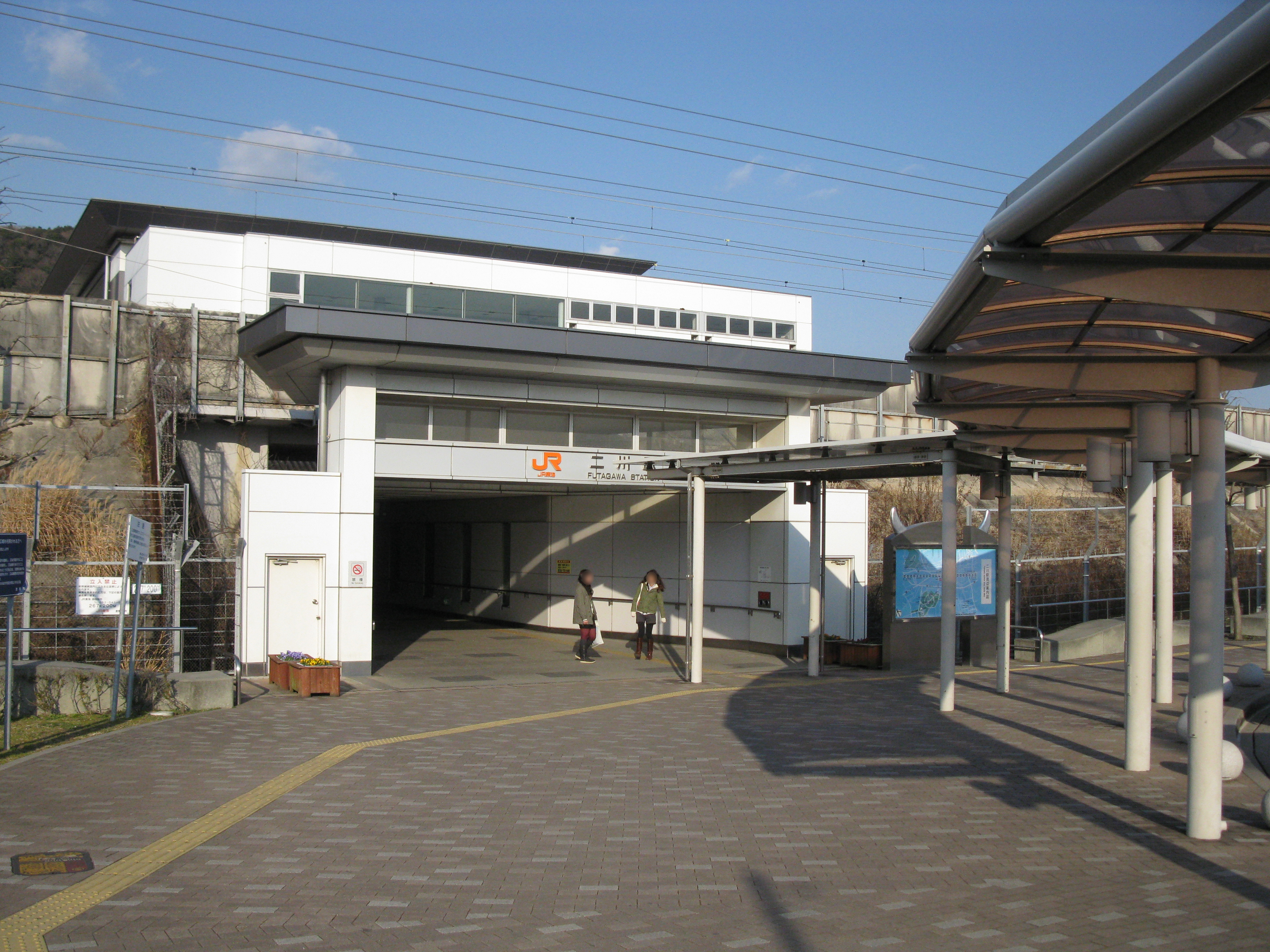
JR二川駅南口

- JR東海道本線「二川駅」南口から直進、東門入口まで徒歩約6分。
- 二川駅までは「青空フリーパス」や、名古屋方面からは「豊橋往復きっぷ」、静岡県方面からは「休日乗り放題きっぷ」など割引きっぷが使える。

バス
- 豊鉄バス 二川線で、「二川駅」バス停から駅南口へ出て直進、東門入口まで徒歩約6分。
- 東部東山線やまびこ号[267]で、「二川駅」バス停から駅南口へ出て直進、東門入口まで徒歩約6分。

自動車
名古屋方面
- 東名高速道路「豊川インターチェンジ」から国道247号を進み国道1号へ合流、豊橋方面へ約40分。
- 東名高速道路「音羽蒲郡インターチェンジ」から国道1号を静岡方面へ約50分。

静岡方面
- 東名高速道路「浜松インターチェンジ」から国道1号を豊橋方面へ約1時間。途中、愛知県と静岡県の県境付近で国道23号バイパスへも合流できる。
- 国道23号バイパス「小松原インターチェンジ」より北へ直進、約5分。

## 当施設が登場する作品
映画
- 『REX 恐竜物語』　1983年（昭和58年）
- 『みんな!エスパーだよ!』[268]　2015年（平成27年）
- 『グラスホッパー』[268]　同上

ドラマ
- 『I LOVE YOU』第1話「透明ポーラーベア」[268]　2013年（平成25年）

アニメ
- 負けヒロインが多すぎる![269]

## 周辺施設
- アピタ向山店
- イオン豊橋南店
- 岩屋キャノンボウル - ボウリング場
- 葦毛湿原
- 岩屋観音
- 商家駒屋
- シンフォニア テクノロジー 豊橋製作所
- 豊橋市地下資源館
- 豊橋市二川宿本陣資料館
- 普門寺 - 御朱印の意匠を当園と共同で企画し、仏を囲むアジアゾウとインドクジャク、キソウマとライオンをあしらった[270]。
- 道の駅とよはし
- 有楽製菓 豊橋夢工場直営店
- ゆのゆTOYOHASHI - 名鉄が運営するスーパー銭湯[注釈 4]
- ラウンドワンスタジアム 豊橋店[注釈 5][注釈 6][注釈 7]
- りすぱ豊橋

## ギャラリー
- 入口
- 中央門
- 東門
- 大沢池
- 大花壇
- 野外コロシアム
- 展望塔とこども汽車
- 自然史博物館
- 自然史博物館 恐竜骨格